# Hetaerina charca
Hetaerina charca – gatunek ważki z rodziny świteziankowatych (Calopterygidae). Występuje na terenie Ameryki Południowej.